# ماكس بي. ميلر
ماكس بي. ميلر (بالإنجليزية: Max B. Miller)‏ هو مصور وصحفي ومنتج أفلام أمريكي، ولد في 23 فبراير 1937، وتوفي في 17 يناير 2011.

## وصلات خارجية
- ماكس ميلر على موقع IMDb (الإنجليزية)
- ماكس ميلر على موقع قاعدة بيانات الفيلم (الإنجليزية)